# Les Yveteaux

Les Yveteaux este o comună în departamentul Orne, Franța. În 1 ianuarie 2022 avea o populație de 100 de locuitori.